# Red Zone〜THE ANIMATION "TERRAFORMARS REVENGE" SONGS
『Red Zone〜THE ANIMATION "TERRAFORMARS REVENGE" SONGS』（レッドゾーン ジ アニメーション テラフォーマーズ ソングス）は、TVアニメ「テラフォーマーズ リベンジ」の主題歌を集めた、コンピレーションミニアルバム、サウンドトラックである。5pb.Recordsからリリースされた（販売元はワーナー・ブラザース・ホームエンターテイメント）。

## 概要
- テレビアニメ「テラフォーマーズ リベンジ」の主題歌集であり、主にエンディングテーマ（フルサイズ）を中心に収録されている。
- エンディングテーマは、5pb.Records所属アーティストを中心で構成されており、Zwei、Fuki、naoが起用された。
- 聖飢魔IIが担当するオープニングテーマ「荒涼たる新世界/PLANET / THE HELL」 は、テレビサイズで4曲目・5曲目にそれぞれ収録されている[注 1]。
- ジャケットには、赤を基調としたオオスズメバチに変身後の小町小吉が描かれている。
- 6月22日からオープニングテーマに続き、下記のエンディングテーマ3曲がmora、iTunes、music.jp、ドワンゴジェイピーよりダウンロード配信が開始され、7月13日にもレコチョクにて配信された。[2]

## 収録楽曲
1. Red Zone
作詞 - TANUKICHI☆ / 作曲 - TAMACHAN☆ / 編曲 - ハマサキユウジ　/ 歌 - Zwei
2. Strength
作詞 - TANUKICHI☆ / 作曲 - TAMACHAN☆ / 編曲 - 夏目悠一郎 / 歌 - Fuki
3. Revolution
作詞 - TANUKICHI☆ / 作曲 - TAMACHAN☆ / 編曲 - ハマサキユウジ / 歌 - nao
4. 荒涼たる新世界(TVサイズ)
作詞・作曲 - ダミアン浜田 / 編曲 - 聖飢魔II、怪人松崎様　 / 歌 - 聖飢魔II
5. PLANET / THE HELL(TVサイズ)
作詞・作曲 - ダミアン浜田 / 編曲 - 聖飢魔II、怪人松崎様　 / 歌 - 聖飢魔II
6. Red Zone（off vocal）
7. Strength（off vocal）
8. Revolution（off vocal）